# 海倫·索莫斯
海倫·索莫斯（英語：Helen Sommers；1932年3月29日—2017年3月7日），是美國的民主黨政治人物，前華盛頓州眾議院議員。

## 生平
索莫斯生於新澤西州伍德伯里，曾在華盛頓大學就讀，也曾擔任哈佛大学的查爾斯·布拉德森林研究員。
自1972年起，她以民主黨黨籍當選為華盛頓州眾議院第三十六選區代表議員，至2009年退休，是當時華盛頓州議會服務時期最長的議員。
2017年3月7日，索莫斯在佛羅里達州棕櫚灘花園逝世，享年84歲。